# Fotografia tradycyjna

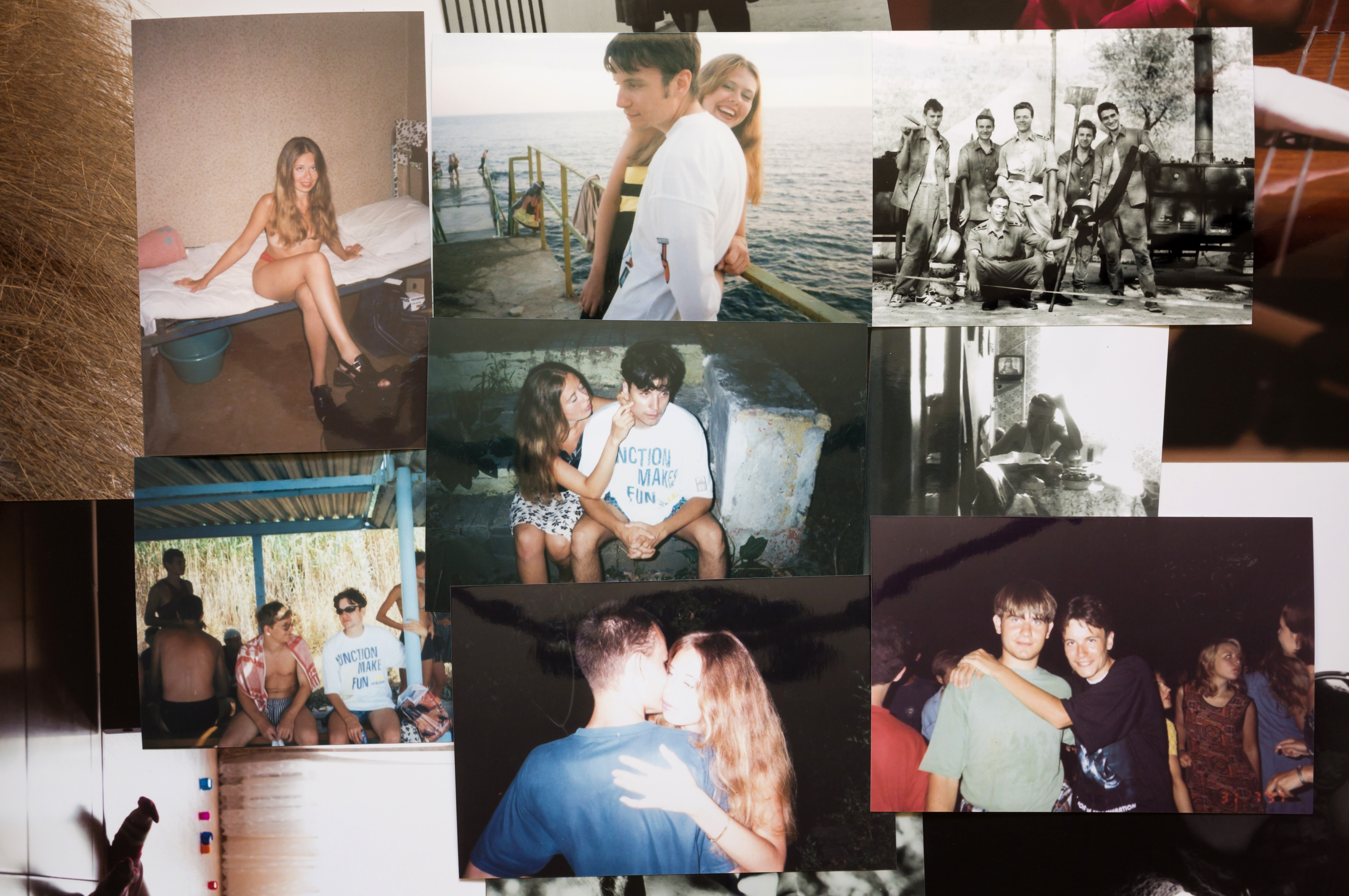
Kolaż zdjęć tradycyjnych, 1990 r. Rostów nad Donem, Rosja.

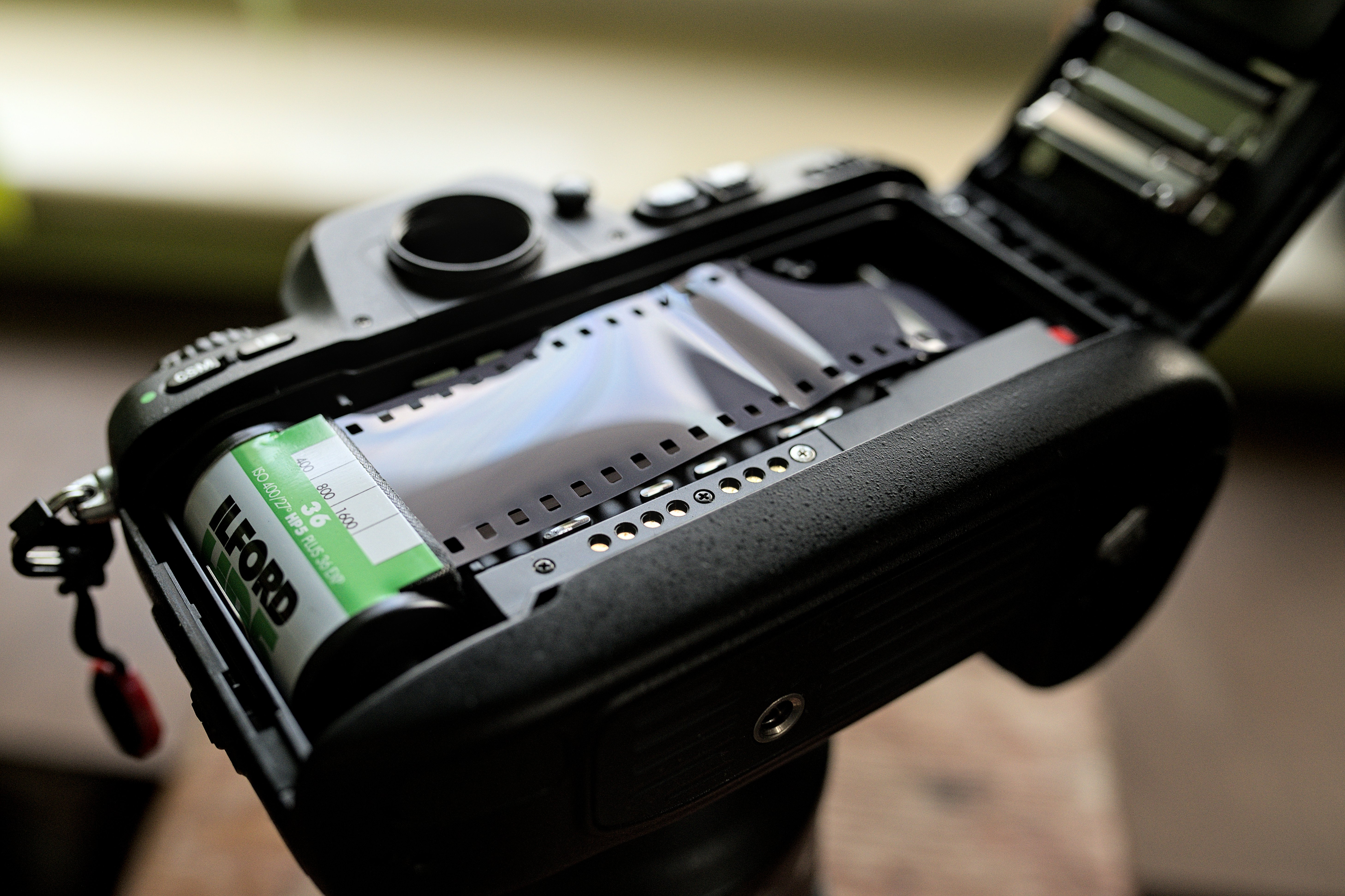
Aparat analogowy Nikon F100, z załadowanym filmem czarnobiałym, Ilford HP5+ 400.

Fotografia tradycyjna, fotografia chemiczna, fotografia analogowa (w odróżnieniu od cyfrowej) – fotografia, w której nośnikiem obrazu są chemiczne materiały światłoczułe (filmy, błony, płyty, klisze, papiery itp.). W fotografii tradycyjnej dominuje fotografia srebrowa, czyli fotografia oparta na światłoczułych halogenkach srebra. Do fotografii tradycyjnej zaliczają się też szlachetne techniki fotograficzne wykorzystujące światłoczułe właściwości chromianów.

## Zalety fotografii tradycyjnej
Fotografia tradycyjna ma wiele zalet w porównaniu z fotografią cyfrową. Na przykład w fotografii tradycyjnej na nośnikach srebrowych, wciąż zaletą pozostaje rozdzielczość, nawet przy użyciu małego formatu. Dla przykładu, negatyw Fomapan Creative 200 według danych producenta osiąga zdolność rozdzielczą na poziomie 110 linii/mm. Oznaczałoby to przybliżony ekwiwalent 12 100 pkt obrazu na mm2 filmu. Przy rozmiarze klatki 24×36 mm daje to w przybliżeniu 10 454 400 pkt obrazu. Przewyższa to zdolność rozdzielczą większości współczesnych aparatów cyfrowych, zwłaszcza że producenci tych ostatnich używają oznaczenia w megapikselach (Mpx lub MPix) pomijając fakt, że aparaty te używają filtrów Bayera. Ponadto, nawet w najtańszych modelach aparatów klasycznych ma się do czynienia z większym obszarem światłoczułym, bo z pełną klatką 24×36 mm (w aparatach cyfrowych jej odpowiednikiem jest matryca pełnoklatkowa, dostępna tylko w niektórych modelach profesjonalnych). Dla filmu w średnim formacie można już mówić o 43 560 000 pkt (43 Mpix), a istnieją także materiały o większej rozdzielczości, np. filmy Ilford.